# Abbottina rivularis
Abbottina rivularis är en fiskart som först beskrevs av Basilewsky, 1855.  Abbottina rivularis ingår i släktet Abbottina och familjen karpfiskar. Inga underarter finns listade i Catalogue of Life.

## Bildgalleri

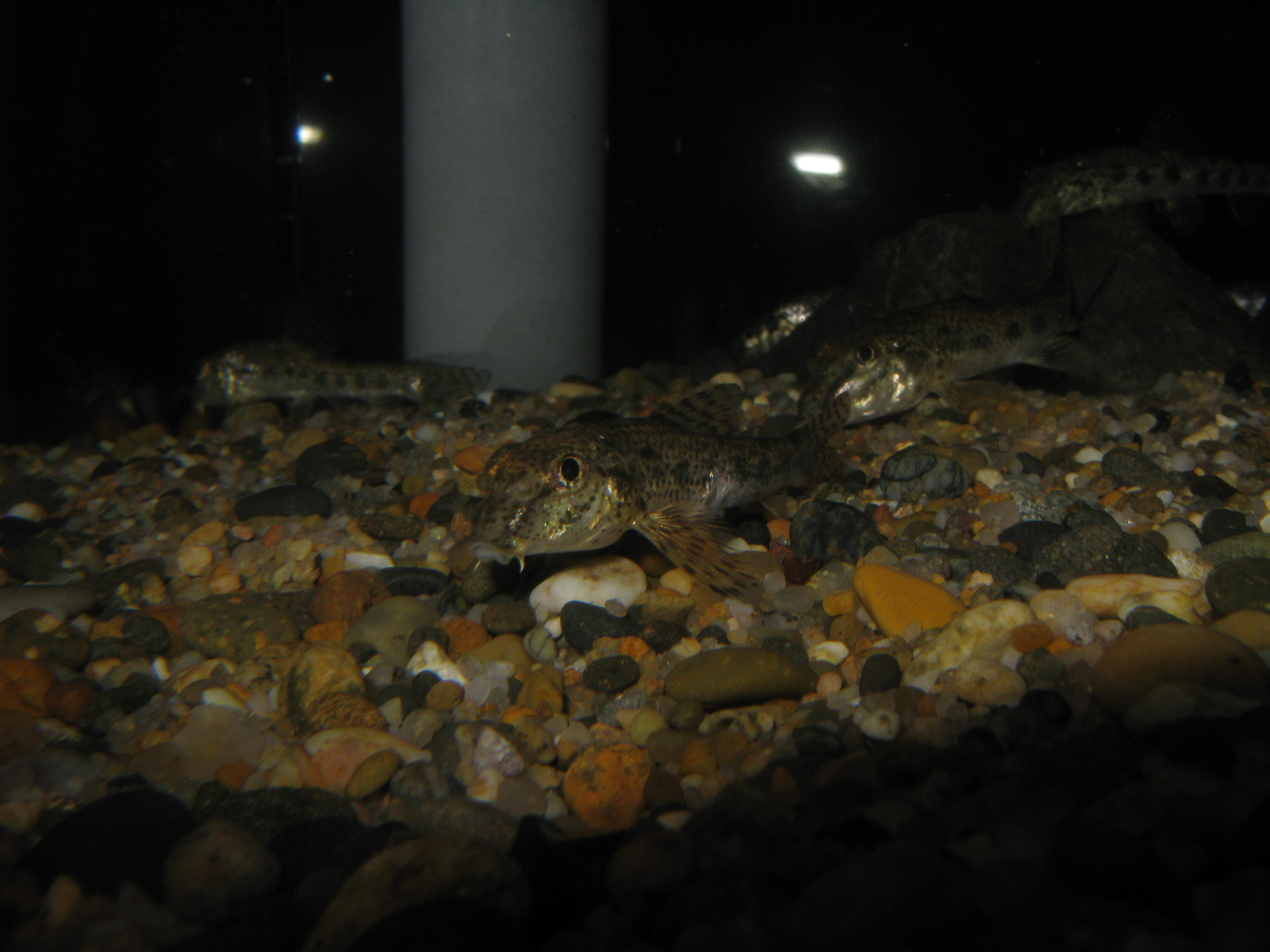
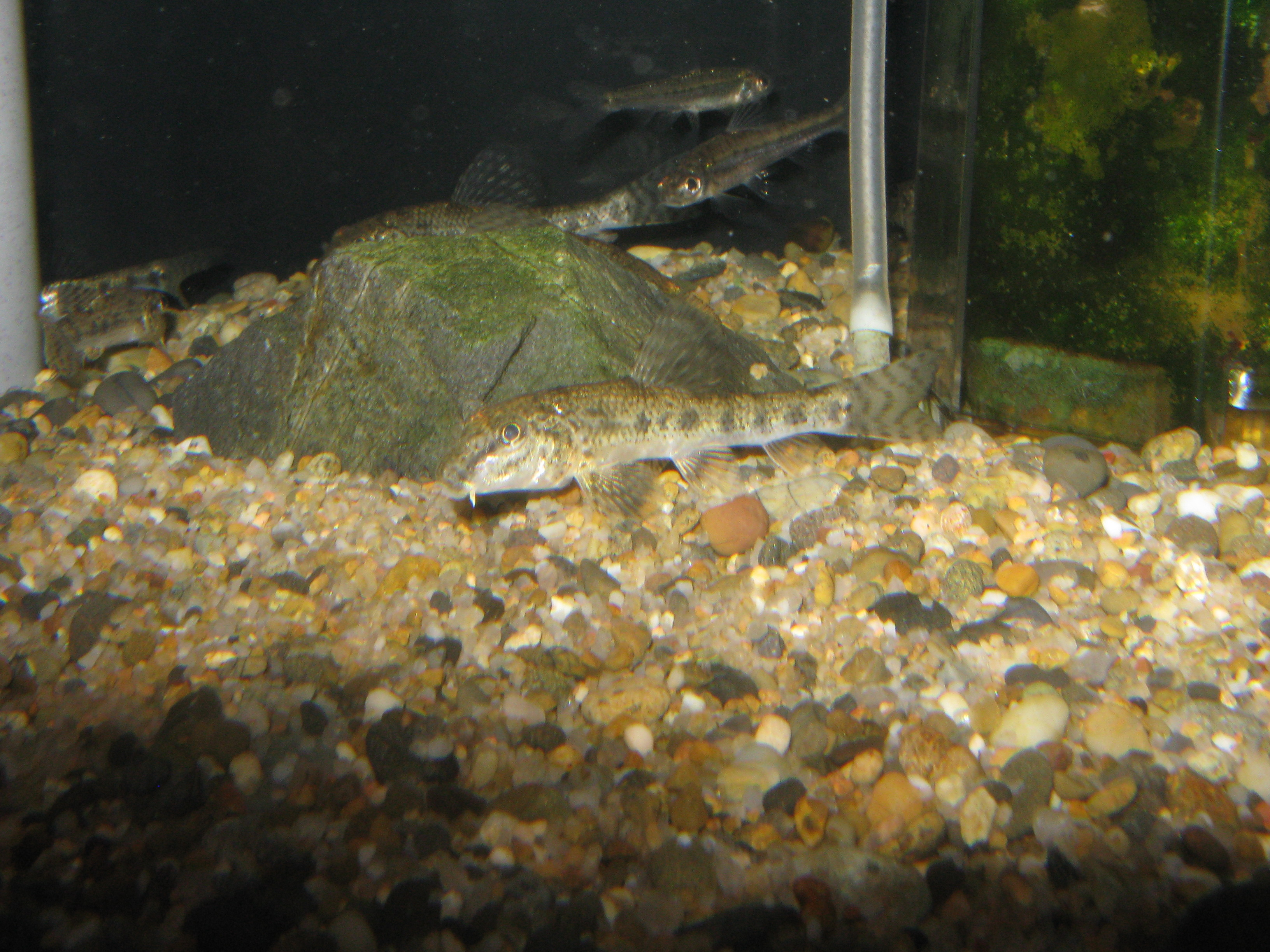
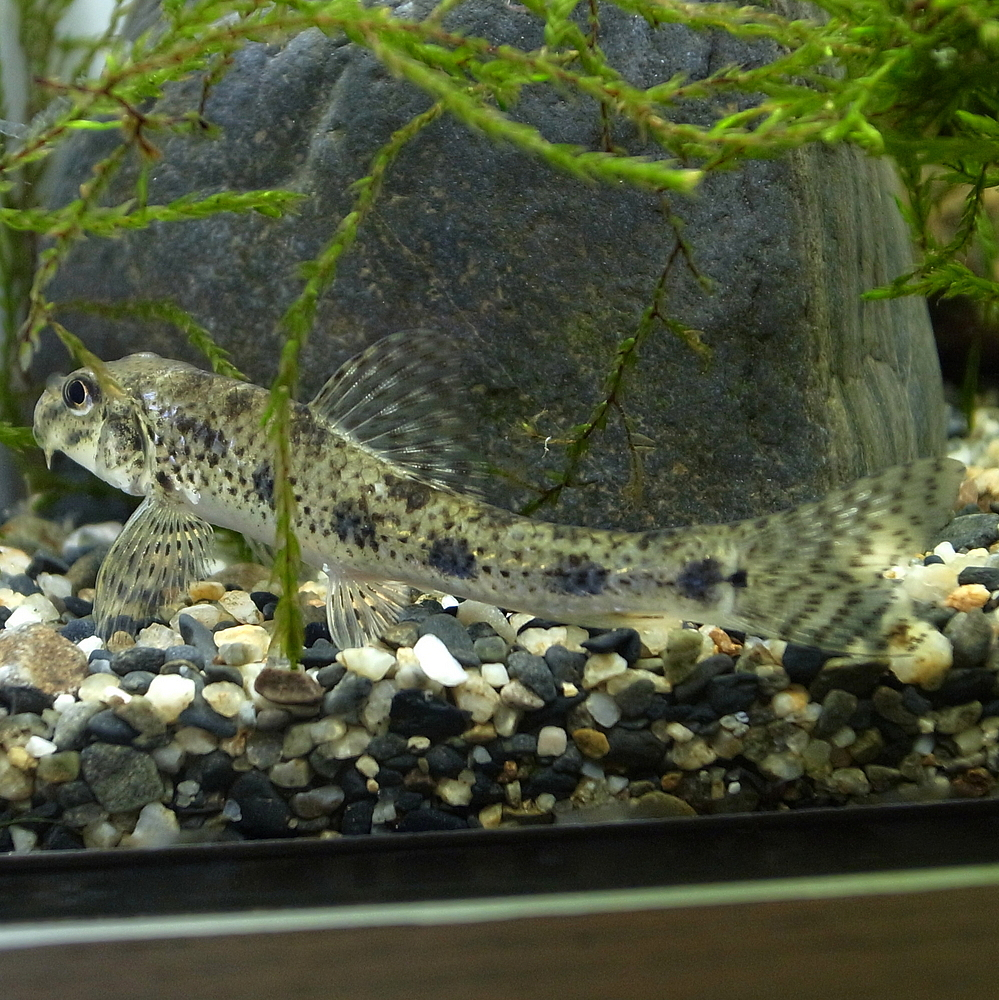